# 山本甚作
山本 甚作（やまもと じんさく、1915年（大正4年） - 1996年（平成8年）10月4日）は、日本の画家。

## 略歴
- 1915年（大正4年） - 山形県西田川郡鶴岡馬町（現・鶴岡市）に生まれる
- 1928年（昭和3年） - 山形県立鶴岡中学校（現・山形県立鶴岡南高等学校）入学
  - 在学中は地主悌助に学ぶ。
  - 同期生には大久保公治・成沢翠映・三井惣一がいた。
- 1933年（昭和8年） - 同校卒業
- 1939年（昭和14年） - 東京美術学校（現・東京芸術大学）卒業
  - 在学中は田辺至、朝倉文夫に学ぶ。
- 1942年（昭和17年） - 朔日会入会
- 1947年（昭和22年） - 鶴岡市立第一中学校教諭（1949年（昭和24年）まで）
- 1949年（昭和24年） - 山形県立鶴岡南高等学校教諭（1953年（昭和28年）まで）
- 1953年（昭和28年） - 上京して新聞や雑誌などの挿絵を描く。作家黒沼健の挿絵を担当する。
- 1958年（昭和33年） - 朔日会退会
- 1959年（昭和34年） - 太平洋美術会入会
- 1964年（昭和39年） - 示現会入会
- 1968年（昭和43年） - 第12回安井賞展出品
- 1970年（昭和45年） - 『二人の若者』製作、第3回改組日展出品
- 1971年（昭和46年） - 『ケン玉』製作、第24回現示展出品
- 1973年（昭和48年） - 『歩行者天国』製作、第5回改組日展出品
- 1975年（昭和50年） - 『歴史と人物』（中央公論社）で藤沢周平と岡田誠三の作品の挿絵を描く。
- 1977年（昭和52年） - グループ『絶』展結成。
- 1981年（昭和56年） - 致道博物館で個展開催。
- 1986年（昭和61年） - 山形新聞など12社の新聞に『蟬しぐれ』の挿絵を描く。
- 1991年（平成3年） - 『ラマンチャの主従』製作、第44回現示展出品
- 1992年（平成4年） - 示現会理事に就任。
- 1994年（平成6年） - 『フラメンコ』製作、第18回『絶』展出品
- 1996年（平成8年）10月4日 - 永眠。享年81。

## 受章歴
- 1992年（平成4年） - 日本赤十字社金色有功章
- 1992年（平成4年） - 紺綬褒章

## 作品
- 1970年（昭和45年） - 『二人の若者』 致道博物館蔵
- 1971年（昭和46年） - 『ケン玉』 致道博物館蔵
- 1973年（昭和48年） - 『歩行者天国』 致道博物館蔵
- 1985年（昭和60年） - 『サルとピエロ』 新田嘉一蔵
- 1991年（平成3年） - 『ラマンチャの主従』 致道博物館蔵
- 1994年（平成6年） - 『フラメンコ』 致道博物館蔵

## 親族
- 従兄弟：丸谷才一 - 芥川賞作家
- 従甥：根村亮 - 思想史家
- 従姪：落合良 - 元大学講師

## 参考資料
- 山本甚作氏画で見る物語
- 『旧制鶴岡中学校の画家「大久保公治・成沢翠映・三井惣一・山本甚作」遺作展』致道博物館 パンフレット